# Arnoldo Iguarán
Arnoldo Alberto Iguarán Zúñiga (Riohacha, 18 de enero de 1957), apodado El Guajiro y El Guájaro, es un exfutbolista colombiano. Retirado en 1997 de la actividad deportiva, Iguarán se caracterizó por su velocidad, habilidad, gran juego aéreo y gran potencia física. Actualmente se desempeña como preparador de delanteros de Millonarios.
Iguarán es el tercer goleador histórico de la Selección Colombia con 24 goles, y el segundo goleador histórico de Millonarios con 131 goles.
Según el estadígrafo español MisterChip, Arnoldo Iguarán es el segundo futbolista suraméricano de la historia que pudo hacerle goles a todos sus rivales de la CONMEBOL.Es el primer jugador colombiano en hacerlo. James Rodríguez el 11 de septiembre de 2024 se convirtió en el segundo colombiano en realidad dicha gesta.

## Trayectoria

### Cúcuta Deportivo
Arnoldo nació en la capital de La Guajira, Riohacha. Gracias al argentino Juan Ramón Verón, llegó al Cúcuta Deportivo club que le brindó la oportunidad de hacer su debut como profesional y al terminar su carrera también decide retirarse allí..

### Millonarios
Además de ser uno de los máximos referentes históricos del Millonarios de Bogotá, es el segundo jugador que más goles anotó (131) con la camiseta del equipo azul: por campeonatos del fútbol colombiano (120) y el primero por Copa Libertadores (11).

### Después del retiro
Iguarán se dedicó a formar jugadores en su academia de fútbol en las ciudades de Bogotá y Riohacha. Su mayor descubrimiento hasta el momento es el exjugador Luis Yanes.
Para el año 2020 regresa a Millonarios luego de 25 años, siendo asistente técnico de Alberto Gamero en la faceta de preparador de delanteros.

## Selección Colombia
Arnoldo Iguarán es el tercer máximo goleador histórico de la Selección Colombiana de Fútbol, superado por Radamel Falcao García (36 goles) y James Rodríguez (28 goles), con un total de 25 anotaciones con la escuadra nacional.
Arnoldo Iguarán ha sido uno de los mejores jugadores que ha tenido la selección de Colombia y alcanzó en los últimos años de su carrera a formar parte de la gran generación de futbolistas colombianos de finales de los ochenta y comienzos de los noventa, junto a Carlos Valderrama, René Higuita, Freddy Rincón, Leonel Álvarez y los entonces juveniles Faustino Asprilla y Adolfo "el Tren" Valencia, entre otros. 
Iguarán fue goleador de la Copa América 1987 celebrada en Argentina con 4 goles (uno más que Diego Armando Maradona) y de la Copa Libertadores de América en 1988. Iguarán es el único jugador en la historia que ha logrado consecutivamente ser goleador en estos dos torneos. En 1989 forma parte de la selección Colombia que jugó la Copa América en Brasil. Igualmente formó parte de la Selección Colombia en la Clasificación de Conmebol para la Copa Mundial de Fútbol de 1990 donde fue fundamental, siendo el goleador del equipo con 4 tantos y posteriormente cumplió su sueño a los 33 años de jugar el Campeonato Mundial de Italia 1990, pero no logró marcar debido a varias lesiones. 
Uno de los triunfos históricos de la Selección colombiana se dio en la Copa América 1991, al derrotar a Brasil por marcador de 2:0, el primer gol fue anotado por el 'Pitufo' De Ávila y el segundo fue del "Guájiro" Iguarán, a los 66 minutos del partido.
Tras no ser convocado durante casi dos años desde la Copa América 1991. Su último partido con la selección fue el 21 de mayo de 1993 en un amistoso frente a Venezuela donde el Guajaro solo jugaría durante poco más de 20 minutos y donde el encuentro quedaría empatado uno a uno.
La edición número 20 de la Revista Don Juan ha incluido a Arnoldo Iguarán como uno de los 11 miembros de la Selección Ideal de Colombia en toda su historia. 
El 7 de agosto de 2009 se realizó el partido "Homenaje al Goleador Arnoldo Iguarán" en el Estadio Nemesio Camacho El Campín. En el evento jugaron varios de los jugadores que integraron la nómina campeona de Millonarios en 1987 y 1988, así como algunos integrantes de la Selección colombiana de 1990.

### Participaciones enEliminatorias al Mundial
| Eliminatoria                         | Selección              | Sede del Mundial       | Posición                                                | Resultado   | PJ | GA | Asis |
| ------------------------------------ | ---------------------- | ---------------------- | ------------------------------------------------------- | ----------- | -- | -- | ---- |
| Eliminatorias Mundial de México 1986 | Colombia               | México                 | 3°lugar 6pts Grupo 1 (Perdedor Repesca Interna)         | Eliminado   | 4  | 0  | 0    |
| Eliminatorias Mundial de Italia 1990 | Colombia               | Italia                 | 1°lugar 6pts Grupo 2 (Ganador Repesca Intercontinental) | Clasificado | 6  | 4  | 0    |
| Total en Eliminatorias               | Total en Eliminatorias | Total en Eliminatorias | Total en Eliminatorias                                  | 1/2         | 10 | 4  | 0    |

### Participaciones enCopas América
| Torneo                 | Sede                   | Selección              | Resultado              | PJ | GA | Asis |
| ---------------------- | ---------------------- | ---------------------- | ---------------------- | -- | -- | ---- |
| Copa América 1979      | Sin Sede Fija          | Colombia               | Fase de grupos         | 4  | 1  | 0    |
| Copa América 1983      | Sin Sede Fija          | Colombia               | Fase de grupos         | 4  | 0  | 0    |
| Copa América 1987      | Argentina              | Colombia               | Tercer lugar           | 3  | 4  | 0    |
| Copa América 1989      | Brasil                 | Colombia               | Fase de grupos         | 4  | 3  | 0    |
| Copa América 1991      | Chile                  | Colombia               | Cuarto lugar           | 5  | 2  | 0    |
| Total en Copas América | Total en Copas América | Total en Copas América | Total en Copas América | 20 | 10 | 0    |

### Participaciones enCopas del Mundo
| Mundial                | Selección | Sede   | Resultado        | PJ | GA | Asis |
| ---------------------- | --------- | ------ | ---------------- | -- | -- | ---- |
| Mundial de Italia 1990 | Colombia  | Italia | Octavos de final | 3  | 0  | 0    |

### Goles con la selección de Colombia
| Gol | Fecha                    | Lugar                                                     | Oponente       | Marcador Parcial | Final | Competición                          |
| --- | ------------------------ | --------------------------------------------------------- | -------------- | ---------------- | ----- | ------------------------------------ |
| 1.  | 22 de agosto de 1979     | Estadio Nemesio Camacho, Bogotá, Colombia                 | Venezuela      | 1–0              | 4–0   | Copa América 1979                    |
| 2.  | 2 de marzo de 1985       | Estadio Defensores del Chaco, Asunción, Paraguay          | Paraguay       | 2–0              | 3–0   | Amistoso                             |
| 3.  | 19 de abril de 1985      | Estadio Nemesio Camacho, Bogotá, Colombia                 | Paraguay       | 1–1              | 2–2   | Amistoso                             |
| 4.  | 28 de abril de 1985      | Estadio Nemesio Camacho, Bogotá, Colombia                 | Uruguay        | 2–1              | 2–1   | Amistoso                             |
| 5.  | 1 de julio de 1987       | Estadio Gigante de Arroyito, Rosario, Argentina           | Bolivia        | 2–0              | 2–0   | Copa América 1987                    |
| 6.  | 5 de julio de 1987       | Estadio Gigante de Arroyito, Rosario, Argentina           | Paraguay       | 1–0              | 3–0   | Copa América 1987                    |
| 7.  | 5 de julio de 1987       | Estadio Gigante de Arroyito, Rosario, Argentina           | Paraguay       | 2–0              | 3–0   | Copa América 1987                    |
| 8.  | 5 de julio de 1987       | Estadio Gigante de Arroyito, Rosario, Argentina           | Paraguay       | 3–0              | 3–0   | Copa América 1987                    |
| 9.  | 14 de mayo de 1988       | Orange Bowl, Miami, United States                         | Estados Unidos | 1–0              | 2–0   | Amistoso                             |
| 10. | 14 de mayo de 1988       | Orange Bowl, Miami, United States                         | Estados Unidos | 2–0              | 2–0   | Amistoso                             |
| 11. | 19 de mayo de 1988       | Estadio Olímpico, Helsinki, Finlandia                     | Finlandia      | 3–1              | 3–1   | Amistoso                             |
| 12. | 7 de agosto de 1988      | Estadio Nemesio Camacho, Bogotá, Colombia                 | Uruguay        | 1–0              | 2–1   | Copa Gonzalo Jiménez                 |
| 13. | 9 de marzo de 1989       | Estadio Metropolitano, Barranquilla, Colombia             | Argentina      | 1–0              | 1–0   | Amistoso                             |
| 14. | 27 de junio de 1989      | Orange Bowl, Miami, EEUU                                  | Haití          | 2–0              | 4–0   | Amistoso                             |
| 15. | 3 de julio de 1989       | Estadio Fonte Nova, Salvador, Brasil                      | Venezuela      | 2–0              | 4–2   | Copa América 1989                    |
| 16. | 3 de julio de 1989       | Estadio Fonte Nova, Salvador, Brasil                      | Venezuela      | 4–1              | 4–2   | Copa América 1989                    |
| 17. | 9 de julio de 1989       | Estadio do Arruda, Recife, Brasil                         | Perú           | 1–0              | 1–1   | Copa América 1989                    |
| 18. | 20 de agosto de 1989     | Estadio Metropolitano, Barranquilla, Colombia             | Ecuador        | 1–0              | 2–0   | Clasificación al Mundial Italia 1990 |
| 19. | 20 de agosto de 1989     | Estadio Metropolitano, Barranquilla, Colombia             | Ecuador        | 2–0              | 2–0   | Clasificación al Mundial Italia 1990 |
| 20. | 27 de agosto de 1989     | Estadio Defensores del Chaco, Asunción, Paraguay          | Paraguay       | 1–1              | 1–2   | Clasificación al Mundial Italia 1990 |
| 21. | 17 de septiembre de 1989 | Estadio Metropolitano, Barranquilla, Colombia             | Paraguay       | 1–1              | 2–1   | Clasificación al Mundial Italia 1990 |
| 22. | 4 de mayo de 1990        | Comiskey Park, Chicago, United States                     | Polonia        | 1–0              | 2–1   | Copa Marlboro 1990                   |
| 23. | 6 de junio de 1991       | Råsunda Stadium, Solna, Sweden                            | Suecia         | 2–1              | 2–2   | Amistoso                             |
| 24. | 13 de julio de 1991      | Estadio Sausalito, Viña del Mar, Chile                    | Brasil         | 2–0              | 2–0   | Copa América 1991                    |
| 25. | 17 de julio de 1991      | Estadio Nacional Julio Martínez Prádanos, Santiago, Chile | Chile          | 1–0              | 1–1   | Copa América 1991                    |

## Clubes

### Como jugador
| Club                   | País      | Año       |
| ---------------------- | --------- | --------- |
| Cúcuta Deportivo       | Colombia  | 1977-1981 |
| Deportivo Táchira      | Venezuela | 1982      |
| Deportes Tolima        | Colombia  | 1982      |
| Santa Fe               | Colombia  | 1983      |
| Millonarios            | Colombia  | 1983-1991 |
| Junior de Barranquilla | Colombia  | 1992      |
| Millonarios            | Colombia  | 1993-1995 |
| Cúcuta Deportivo       | Colombia  | 1996-1997 |

### Como asistente
| Club        | País     | Año         | Asistente De     | Rol                      |
| ----------- | -------- | ----------- | ---------------- | ------------------------ |
| Chicó F.C.  | Colombia | 2001        | Eduardo Pimentel | Preparador de delanteros |
| Millonarios | Colombia | 2020 - 2024 | Alberto Gamero   | Preparador de delanteros |

## Estadísticas

### Clubes
| Club                              | Temporada           | Div.                | Liga | Liga  | Copa Libertadores | Copa Libertadores | Total | Total |
| Club                              | Temporada           | Div.                | PJ.  | Goles | PJ.               | Goles             | PJ.   | Goles |
| --------------------------------- | ------------------- | ------------------- | ---- | ----- | ----------------- | ----------------- | ----- | ----- |
| Cúcuta Deportivo · Colombia       | 1977                | 1.ª                 | 12   | 7     | Inexistentes      | Inexistentes      | 12    | 7     |
| Cúcuta Deportivo · Colombia       | 1978                | 1.ª                 | 39   | 8     | Inexistentes      | Inexistentes      | 39    | 8     |
| Cúcuta Deportivo · Colombia       | 1979                | 1.ª                 | 32   | 11    | Inexistentes      | Inexistentes      | 32    | 11    |
| Cúcuta Deportivo · Colombia       | 1980                | 1.ª                 | 49   | 11    | Inexistentes      | Inexistentes      | 49    | 11    |
| Cúcuta Deportivo · Colombia       | 1981                | 1.ª                 | 36   | 14    | Inexistentes      | Inexistentes      | 36    | 14    |
| Cúcuta Deportivo · Colombia       | 1995/96             | 2.ª                 |      |       | Inexistentes      | Inexistentes      |       |       |
| Cúcuta Deportivo · Colombia       | 1996/97             | 1.ª                 | 27   | 6     | Inexistentes      | Inexistentes      | 27    | 6     |
| Cúcuta Deportivo · Colombia       | Total club          | Total club          | 195  | 57    | 0                 | 0                 | 195   | 57    |
| Deportivo Táchira · Venezuela     | 1982                | 1.ª                 |      |       | 6                 | 0                 | 6     | 0     |
| Deportivo Táchira · Venezuela     | Total club          | Total club          |      |       | 6                 | 0                 | 6     | 0     |
| Deportes Tolima · Colombia        | 1982                | 1.ª                 | 18   | 5     | Inexistentes      | Inexistentes      | 18    | 5     |
| Deportes Tolima · Colombia        | Total club          | Total club          | 18   | 5     | 0                 | 0                 | 18    | 5     |
| Santa Fe · Colombia               | 1983                | 1.ª                 | 12   | 3     | Inexistentes      | Inexistentes      | 11    | 3     |
| Santa Fe · Colombia               | Total club          | Total club          | 12   | 3     | 0                 | 0                 | 12    | 3     |
| Millonarios · Colombia            | 1983                | 1.ª                 | 32   | 8     | Inexistentes      | Inexistentes      | 32    | 8     |
| Millonarios · Colombia            | 1984                | 1.ª                 | 40   | 14    | Inexistentes      | Inexistentes      | 40    | 14    |
| Millonarios · Colombia            | 1985                | 1.ª                 | 20   | 5     | 6                 | 1                 | 26    | 6     |
| Millonarios · Colombia            | 1986                | 1.ª                 | 41   | 13    | Inexistentes      | Inexistentes      | 41    | 13    |
| Millonarios · Colombia            | 1987                | 1.ª                 | 40   | 13    | Inexistentes      | Inexistentes      | 40    | 13    |
| Millonarios · Colombia            | 1988                | 1.ª                 | 34   | 11    | 6                 | 5                 | 40    | 16    |
| Millonarios · Colombia            | 1989                | 1.ª                 | 11   | 7     | 9                 | 3                 | 20    | 10    |
| Millonarios · Colombia            | 1990                | 1.ª                 | 19   | 4     | Inexistentes      | Inexistentes      | 19    | 4     |
| Millonarios · Colombia            | 1991                | 1.ª                 | 26   | 14    | Inexistentes      | Inexistentes      | 26    | 14    |
| Millonarios · Colombia            | 1993                | 1.ª                 | 25   | 7     | Inexistentes      | Inexistentes      | 25    | 7     |
| Millonarios · Colombia            | 1994                | 1.ª                 | 41   | 20    | Inexistentes      | Inexistentes      | 41    | 20    |
| Millonarios · Colombia            | 1995                | 1.ª                 | 12   | 5     | 6                 | 2                 | 18    | 7     |
| Millonarios · Colombia            | Total club          | Total club          | 341  | 121   | 27                | 11                | 368   | 132   |
| Junior de Barranquilla · Colombia | 1992                | 1.ª                 | 29   | 3     | Inexistentes      | Inexistentes      | 29    | 3     |
| Junior de Barranquilla · Colombia | Total club          | Total club          | 29   | 3     | 0                 | 0                 | 29    | 3     |
| Total en su carrera               | Total en su carrera | Total en su carrera | 595  | 189   | 33                | 11                | 628   | 200   |

### Selección
| Selección Colombia | Selección Colombia | Selección Colombia |
| Año                | Partidos           | Goles              |
| ------------------ | ------------------ | ------------------ |
| 1979               | 6                  | 1                  |
| 1983               | 4                  | 0                  |
| 1985               | 14                 | 3                  |
| 1987               | 5                  | 4                  |
| 1988               | 6                  | 4                  |
| 1989               | 13                 | 9                  |
| 1990               | 10                 | 1                  |
| 1991               | 6                  | 3                  |
| 1993               | 1                  | 0                  |
| Total              | 65                 | 25                 |

### Hat-tricks
Partidos en los que anotó tres o más goles:
| 1. | 5 de julio de 1987 | Estadio Gigante de Arroyito       | Selección Colombia - Selección Paraguay |  | 3 - 0 | Copa América     |       |
| 2. | 4 de abril de 1991 | Estadio Nemesio Camacho El Campin | Millonarios FC - Cúcuta Deportivo       |  | 6 - 0 | Primera División | [ 8 ] |

### Resumen estadístico
- Según declaraciones propias de Iguarán en una entrevista dada para el canal de Youtube de Carlos Valderrama, afirma haber anotado en el Fútbol Profesional Colombiano un total de 199 goles, (186) en la primera división y (13) en la segunda división. Aunque en las fuentes encontradas no hay una claridad específica.

| Competición                   | Partidos    | Goles       | Promedio    |
| ----------------------------- | ----------- | ----------- | ----------- |
| Primera División de Colombia  | 595         | 189         | 0,31        |
| Primera División de Venezuela | Desconocido | Desconocido | Desconocido |
| Segunda División de Colombia  | Desconocido | Desconocido | Desconocido |
| Copa Libertadores             | 33          | 11          | 0,33        |
| Selección Colombia            | 65          | 25          | 0,38        |
| Total en su carrera           | 693         | 225         | 0,32        |

## Palmarés

### Campeonatos nacionales
| Título                | Club             | País     | Año     |
| --------------------- | ---------------- | -------- | ------- |
| Campeonato colombiano | Millonarios      | Colombia | 1987    |
| Campeonato colombiano | Millonarios      | Colombia | 1988    |
| Primera B             | Cúcuta Deportivo | Colombia | 1995/96 |

### Distinciones individuales
| Distinción                                                         | Año  |
| ------------------------------------------------------------------ | ---- |
| Máximo goleador de la Copa América 1987 (4 goles)                  | 1987 |
| Parte del Equipo Ideal de América                                  | 1988 |
| Máximo goleador de la Copa Libertadores (5 goles)                  | 1988 |
| Máximo goleador en la historia de la Selección Colombia (25 goles) | 1993 |
| Reconocimiento Honorífico Premios Liga Águila                      | 2016 |

## Datos
- Fue el goleador de la Copa América 1987, con cuatro anotaciones.
- Fue el primer colombiano en ganar el título de goleador de la Copa Libertadores, con Millonarios en 1988 con cinco tantos.
- Es el tercer máximo goleador de la Selección Colombia en toda su historia: marcó 24 goles entre 1979 y 1991.
- Es el segundo goleador en la historia de Millonarios: hizo 131 goles con el equipo, distribuidos en 120 en primera división y 11 por Copa Libertadores, en el que jugó de 1983 a 1991 y de 1993 a 1995.
- Es el sexto goleador en la historia del Cúcuta Deportivo: anotó 57 goles entre sus dos etapas 1978-1981 y 1996/97.

## Plano personal

### Familiar
Tras su retiro como futbolista Arnoldo se estableció durante una década junto con su esposa e hijo en el departamento de La Guajira, allí trabajo para una empresa minera en El Cerrejón. Paralelamente tenía su Academia de formación en las ciudades de Riohacha y Bogotá en funcionamiento desde 1993.

### Legado deportivo
Su hijo Carlos Arnoldo Iguarán realizó su proceso formativo en las Divisiones menores de Millonarios, en el Torneo Finalización 2023 fue inscrito en el plantel profesional.

### Filmografía

#### Series
| Título           | Año  | Cadena    | Personaje |
| ---------------- | ---- | --------- | --------- |
| El man es Germán | 2011 | Canal RCN | Cameo     |